# Ursinus von Konstanz

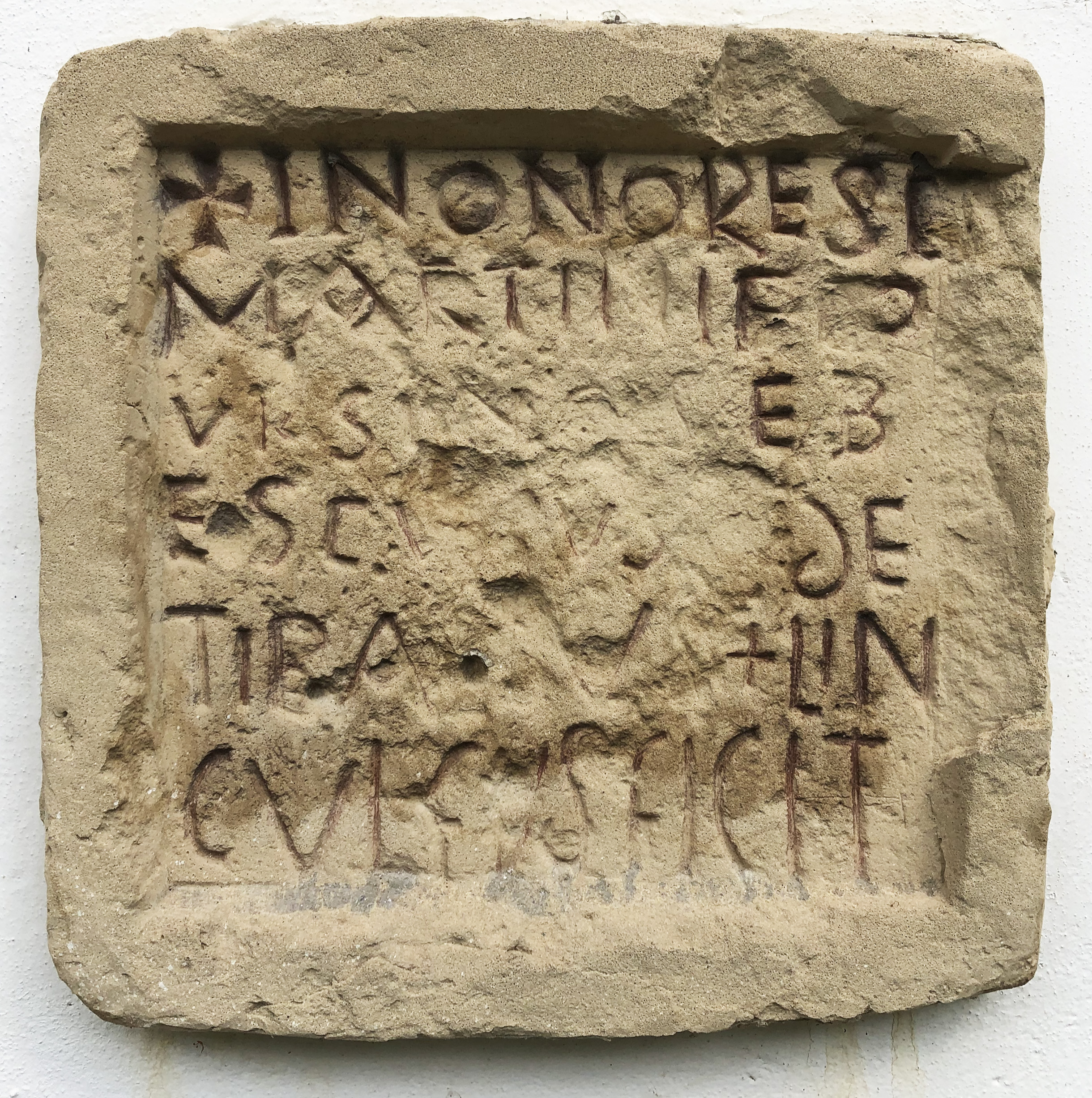
Bauinschrift an der reformierten Kirche Windisch

Ursinus von Konstanz (* im 6. Jahrhundert; † 7. Jahrhundert) war Bischof von Konstanz von ca. 589 bis 600.
In Vindonissa (heute Windisch) sind im 6. Jahrhundert die Bischöfe Bubulcus (517 erster Bischof von Windisch), Grammatius und Ursinus bezeugt. Nach einer Bauinschrift in Vindonissa wurde im Jahre 590 das Bistum von Windisch nach Konstanz an den Bodensee verlegt.
Ursinus („Ursinos ebescubus“ rsp. „Ursinus episcopus“) war Bischof von Konstanz vermutlich von Ende des 6. Jahrhunderts bis Anfang des 7. Jahrhunderts. Nach Auffassung von Franz Xaver Kraus ist dieser Ursinus vielleicht mit dem von 589 bis 600 in der Zwiefaltener Bischofsliste genannten gleichnamigen Bischof identisch.
Eine vulgärlateinische Bau- und/oder Weiheinschrift, die heute im Chor der reformierten Kirche Windisch zu finden ist, lautet: „In onore Sc Martini eep Ursinos ebescubus (it) Detibaldus + Linculfus ficit“ („Zur Ehre des heiligen Bischofs Martin machte [diese Kirche] Bischof Ursinos, Detibaldus und Linculfus“).